# Leptomyrmex varians
Leptomyrmex varians is een mierensoort uit de onderfamilie van de Dolichoderinae. De wetenschappelijke naam van de soort is voor het eerst geldig gepubliceerd in 1895 door Carlo Emery.
De soort komt voor in Queensland, Australië.